# Marcel Lessard
Pour les articles homonymes, voir Lessard.
Marcel Lessard, né le 14 août 1926 à Alma et mort le 19 novembre 2023 à Québec, est un contremaître et homme politique fédéral du Québec.

## Biographie
Né à Alma dans la région du Saguenay–Lac-Saint-Jean, M. Lessard devient député du Crédit social dans la circonscription fédérale de Lac-Saint-Jean en 1962. Réélu en 1963, il ne joint pas la majorité des députés créditistes québécois qui se rallient à Réal Caouette et au Ralliement créditiste pour s'associer à la base albertaine du Crédit social qui est dirigée par Robert N. Thompson. Durant le débat sur le Drapeau du Canada en 1964, il est membre du comité recommandant l'adoption de l'Unifolié actuel.
Défait à titre de candidat indépendant en 1965, il revient à titre de député du Parti libéral du Canada en 1968. Réélu en 1972, 1974 et en 1979, il ne se représente pas en 1980. À titre de député libéral, il est secrétaire parlementaire du ministre de l'Agriculture de 1970 à 1972 ainsi que ministre de l'Expansion économique régionale de 1975 à 1979.
Marcel Lessard est mort le 19 novembre 2023 à l'Hôpital Saint-François d'Assise à Québec, à l'âge de 97 ans.